# Biocenosis

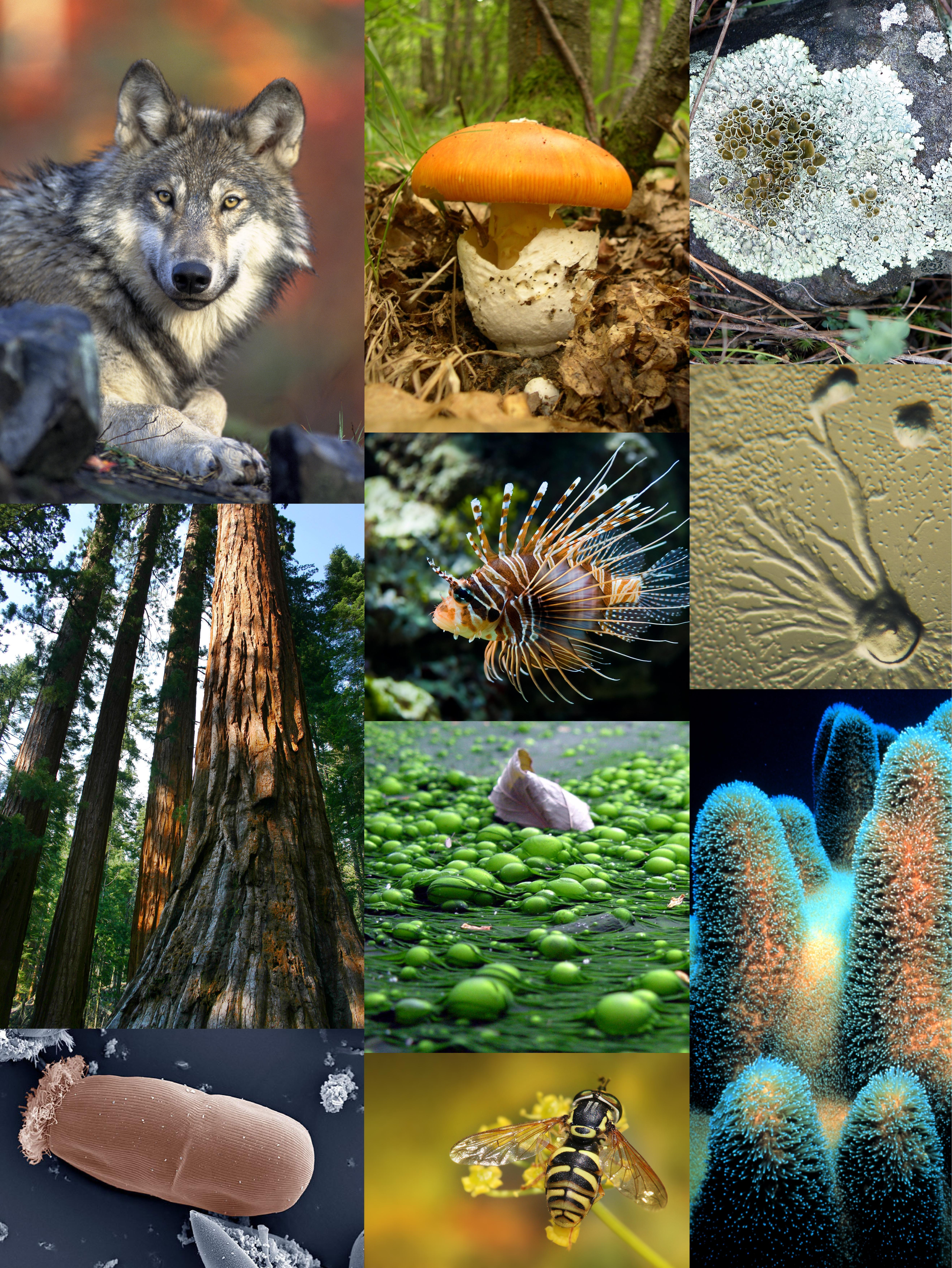
Imágenes representativas de la Biocenosis en distintos Ecosistemas.

La biocenosis  son todos los seres vivos que se encuentran en el ecosistema. Estas especies se presentan en un espacio definido llamado biotopo, que ofrece las condiciones ambientales necesarias para su supervivencia. Puede dividirse en fitocenosis (que es el conjunto de especies vegetales), zoocenosis (conjunto de animales) y microbiocenosis (conjunto de microorganismos). Un ecosistema, según la definición original Tansley (1935), está formado por la biocenosis junto con su ambiente físico o biotopo. El campo cultivado es la agrobiocenosis que, junto con su entorno físico-químico (biotopo) forman un agroecosistema.
El término biocenosis fue acuñado en 1877 por Karl Möbius, quien subrayaba así la necesidad de enfocar la atención no en el individuo sino en el conjunto de individuos. 
En otras palabras es una comunidad o conjunto de poblaciones de diferentes especies, que habitan una zona geográfica determinada y se ve influida por factores físicos como la luz, la temperatura, la humedad, etc.

## Comunidad biológica
Es el término biológico que hace referencia a los seres vivos presentes en un ecosistema. Podría definirse como el conjunto de poblaciones biológicas que comparten un área determinada y difieren en el tiempo. Una comunidad puede ser definida a cualquier nivel taxonómico o funcional y escala geográfica. De igual modo podemos hablar de la comunidad de microorganismos del intestino de un herbívoro, de la de mamíferos marinos del océano Atlántico o de la de depredadores de las sabanas de África oriental. Para las comunidades extintas, que conocemos por sus fósiles, se utilizan los términos paleobiocenosis o paleocomunidad.
A gran escala geográfica el principal factor que determina el tipo de comunidades es el clima, mientras que a menor escala resulta más difícil encontrar cuál o cuáles son los factores que explicarían los agrupamientos de especies. Uno de los primeros objetivos que persigue un ecólogo es conocer la composición de una comunidad y su estructura, entendiendo ésta como el conjunto de relaciones que existen entre las diferentes especies entre sí y con el medio en el que viven. Existen varias maneras de caracterizar una comunidad, la más adecuada sería aquella que considerase tanto la composición de especies como el número de individuos de cada una de ellas. Sin embargo, no todas las especies tienen la misma importancia dentro de una comunidad; se conocen como especies clave o dominantes aquellas que si desaparecieran provocarían un profundo cambio en la comunidad, pues sobre ellas se articula la comunidad entera.
Las comunidades pueden sufrir cambios en el tiempo llamados sucesiones; estas transformaciones suelen ser lentas y conducen a cambios en la composición o en las poblaciones de las especies.
A veces resulta difícil delimitar, en la naturaleza, una frontera que separe comunidades distintas y en muchos casos lo que se observa es una gradación progresiva desde una comunidad a otra. Las áreas de transición que aparecen entre dos comunidades totalmente diferenciadas se llaman ecotonos y son especialmente ricas en especies.

## Sucesión ecológica en las comunidades
Ninguna comunidad es permanente; algunas cambian bruscamente, otras persisten durante años o siglos. Típicamente en cualquier lugar, existe una secuencia o sucesión de comunidades: en primer lugar existe una fase exploradora, luego cambian gradualmente, maduran (estos cambios no son reversibles) y finalmente llega una fase relativamente estable, el clímax.
En la sucesión de comunidades primero se dan pequeños cambios llamados microsucesiones que en forma progresiva vienen a conformar la sucesión principal. Las sucesiones se dan por cambios en los factores abióticos (humedad, temperatura, movimientos orogénicos, deshielos, etc.) o por la llegada o introducción de organismos foráneos u oportunistas que originan una serie de competencias con las especies autóctonas y en la que se impone la más adaptada, por esto las sucesiones están relacionadas con la evolución de las especies. Cuando una comunidad natural se destruye por causas naturales o por intervención humana y el área donde previamente estuvieron es ocupada por otra; decimos que ha ocurrido una sucesión secundaria.
Un ejemplo claro es la sucesión lago - estanque - pantano - prado que se observan en muchas áreas ocupadas por antiguas glaciaciones.
El principio de la sucesión ecológica tiene importancia práctica para el hombre. Cualquier campo que sea arado y luego abandonado presenta una secuencia de vegetaciones sucesivas y con ellas especies animales diferentes para cada secuencia de vegetales. Todo cambio en los caracteres físicos o biológicos del ambiente afectará evidentemente a todas las especies, poblaciones y comunidades en distinto grado.

## Distribución
Ninguna especie animal se halla uniformemente distribuida por toda la Tierra, sino que ocupa un área de distribución. La extensión completa en tierra o en el agua en que se presenta una especie se denomina distribución geográfica; y la clase de ambiente en que vive, su distribución ecológica. La distribución geológica de una especie depende de su existencia en el pasado. El estudio de la distribución de los animales y plantas y de los factores que sobre ellas influyen es el objeto de estudio de la zoogeografía y fitogeografía. Las comunidades vegetales dominantes en su estado clímax tienen una fisonomía distinta a la de otras comunidades de plantas, las cuales a su vez determinan el tipo de comunidades de animales. Las condiciones edáficas, atmosféricas o hídricas especiales son las que determinan una «zona de vida» (clasificación de Holdridge que es válida solo para los continentes) y cada zona de vida posee un tipo distinto de comunidad, por tanto podemos deducir que las comunidades se distribuyen en estas zonas de vida (desiertos, estepas, bosques, tundras y páramos con sus respectivas variantes) y están adaptadas a las condiciones abióticas que imperan en ellas (esta clasificación no incluye a los microclimas ni a otros casos excepcionales).

## Factores que la regulan
Los factores externos que limitan la distribución se denominan barreras. Entre éstas se hallan:
- Barreras físicas, como la tierra para los animales acuáticos, y el agua para la mayor parte de los animales terrestres o la variación de las características del suelo y del agua.
- Barreras climáticas, como la temperatura (media, estacional o extrema), la humedad (relativa, media, anual o mensual), etc.
- Barreras biológicas, como la ausencia del alimento apropiado o la presencia de competidores eficaces, enemigos, enfermedades, etc.

Estas barreras de transición entre dos o más comunidades diversas se denominan ecotonos, este límite es una zona de unión que puede ser escasa o de una extensión lineal considerable, pero en todo caso es más angosta que las áreas de las comunidades adyacentes. Un ecotono suele contener a los organismos de cada una de las comunidades y además organismos que son característicos de la comunidad ecotonal, por lo que se dice que estas comunidades son muy ricas en diversidad y que caracterizan a un lugar determinado. La tendencia hacia una diversidad y densidad aumentada en las uniones de las comunidades se denomina efecto de borde.
Cada especie de planta o animal tiene un límite de tolerancia —máximo o mínimo— a cada factor de su ambiente. En las plantas la tolerancia a los venenos del suelo o del alimento puede ser estrecha, mientras que a las diferentes longitudes de onda del espectro que utiliza para la fotosíntesis es amplia. Los cambios de un factor más allá de los límites de tolerancia tienen como consecuencia la migración o la muerte, o la supervivencia de solo los individuos mejor adaptados; tolerantes a las condiciones alteradas. La distribución de las comunidades está limitada por la suma total de influencias externas, muchas de las cuales son interdependientes. No obstante, la distribución y el equilibrio de una población están sujetos en último término a la ley del Mínimo de Liebig, pues está limitada por el factor esencial que se presenta en cantidad menor o por alguna fase o condición crítica para la cual la especie tiene poca latitud de adaptación. Las ostras, por ejemplo, pueden vivir en aguas de distinta salinidad, pero solamente se reproducen si la temperatura pasa de un cierto mínimo.
Puede encontrarse contradicción entre el apego de los animales a sus territorios y sus desplazamientos. Pero puede verse también la unidad: la migración es un medio muy importante de mantener las correlaciones del organismo con el medio ambiente. Estas migraciones en algunas ocasiones alteran una comunidad cuando la especie migradora decide establecerse en el área de migración originándose otra forma de distribución y sucesión.